# Challenger de Tenerife 2024
El torneo Tenerife Challenger 2024, fue un torneo de tenis perteneció al ATP Challenger Tour 2024 en la categoría Challenger 100. Se trató de la 5ª edición; el torneo tuvo lugar en la ciudad de Tenerife (España), desde el 15 hasta el 21 de enero de 2024 sobre pista dura al aire libre.

## Jugadores participantes del cuadro de individuales
| Favorito | País                      | Jugador               | Rank1 | Posición en el torneo |
| -------- | ------------------------- | --------------------- | ----- | --------------------- |
| 1        | Bandera de Italia         | Fabio Fognini         | 105   | Segunda ronda         |
| 2        | Bandera de España         | Pedro Martínez        | 114   | FINAL                 |
| 3        | Bandera de Francia        | Benoît Paire          | 117   | Primera ronda         |
| 4        | Bandera de Estados Unidos | Brandon Nakashima     | 128   | CAMPEÓN               |
| 5        | Bandera de Brasil         | Felipe Meligeni Alves | 153   | Segunda ronda         |
| 6        | Bandera de España         | Pablo Llamas Ruiz     | 162   | Cuartos de final      |
| 7        | Bandera de Finlandia      | Otto Virtanen         | 168   | Segunda ronda         |
| 8        | Bandera de Francia        | Antoine Escoffier     | 170   | Primera ronda         |

- 1 Se ha tomado en cuenta el ranking del 8 de enero de 2024.

### Otros participantes
Los siguientes jugadores recibieron una invitación (wild card), por lo tanto ingresan directamente al cuadro principal (WC):
- Martín Landaluce
- Pol Martín Tiffon
- Fabio Fognini

Los siguientes jugadores ingresan al cuadro principal tras disputar el cuadro clasificatorio (Q):
- Javier Barranco Cosano
- Guy den Ouden
- Michael Geerts
- Michael Geerts
- Samuel Vincent Ruggeri
- Denis Yevseyev

## Campeones

### Individual Masculino
- Brandon Nakashima derrotó en la final a  Pedro Martínez por 6–3, 6–4

### Dobles Masculino
- Vasil Kirkov /  Luis David Martínez derrotaron en la final a  Karol Drzewiecki /  Piotr Matuszewski por 3–6, 6–4, [10–3]